# Бая-Ноуе
Бая-Ноуе (рум. Baia Nouă) — село у повіті Мехедінць в Румунії. Входить до складу комуни Дубова.
Село розташоване на відстані 314 км на захід від Бухареста, 43 км на захід від Дробета-Турну-Северина, 136 км на захід від Крайови.

## Населення
За даними перепису населення 2002 року у селі проживали 274 особи.
Національний склад населення села:
| Національність | Кількість осіб | Відсоток |
| -------------- | -------------- | -------- |
| чехи           | 171            | 62,4%    |
| румуни         | 86             | 31,4%    |
| турки          | 6              | 2,2%     |
| серби          | 5              | 1,8%     |

Рідною мовою назвали:
| Мова      | Кількість осіб | Відсоток |
| --------- | -------------- | -------- |
| чеська    | 163            | 59,5%    |
| румунська | 103            | 37,6%    |